# Катеріні
Катеріні або Катерина (грец. Κατερίνη, болг. і мак. Катерина) — місто у Греції, в області Македонія. Столиця нома Пієрія. Розташоване на пагорбі між горами Пієрія та затокою Термаїкос на висоті 14-45 м. Місто Салоніки знаходиться на відстані 68 км, саме воно в останні роки значно впливає на розвиток міста.

## Історія міста
Місто має назву на честь святої Катерини Александрійської, що жила у 4 ст.
Звільнене від Османської навали місто 16 жовтня 1912 р. Під час Другої світової війни Катеріні було окуповане фашистськими військами від 14 квітня 1941 р. і звільнене через 3 роки потому.
Сьогодні місто є одним з тих, що найбільш стрімко розвиваються у регіоні. Цьому сприяє близькість Салонік. За туристською привабливістю місто посідає перше місце у префектурі Пієрія. Воно уславлене своїми парками та фонтанами. Крім того, в останні роки багато зусиль докладено для розвитку інфраструктури на узбережжі. Наслідком цього є стрімке розростання міської забудови та включення у межі міста колишніх приміських районів.

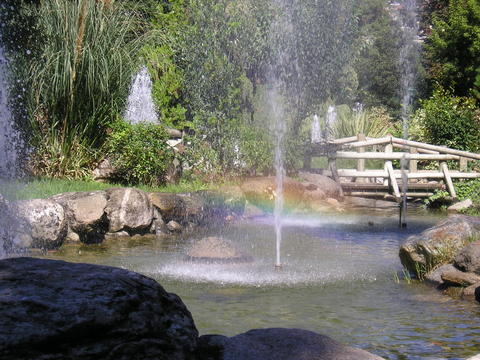
Один з міських парків

## Населення
| Рік  | Місто  | Муніципалітет |
| ---- | ------ | ------------- |
| 1981 | 38,404 | -             |
| 1991 | 43,613 | 48,673        |
| 2001 | 50,510 | 56,576        |

## Персоналії
- Александрос Тзиоліс — грецький футболіст.
- Кіріакос Пападопулос — грецький футболіст.
- Стеліос Малезас — грецький футболіст.
- Дімос Анастасіадіс — грецький співак і композитор.

## Храми Катеріні
1. Αγία Άννα. Святої Анни.
2. Αγία Παρασκευή. Святої Параскєви.
3. Αγία Τριάδα. Святої Трійці.
4. Ο Άγιος Κοσμάς. Святого Косми.
5. Ο Άγιος Σάββας. Святого Сави.
6. Ο Άγιος Χαράλαμπος. Святого Харалампія.
7. Άγιος Χριστόφορος. Святого Христофора.
8. Άγιος Προκόπιος (στην Ολυμπιακή Ακτή). Святого Прокопія («олімпійського узбережжя»).
9. Αγία Αικατερίνη (Α΄ Κοιμητήριο). Святої Катерини.
10. Άγιος Λάζαρος (Β΄ Κοιμητήριο). Святого Лазаря.
11. Τίμιος Σταυρός. Святого Хреста.

## Міста-побратими
- Чачак, Сербія
- Мосбург, Німеччина
- Майнталь, Німеччина
- Сургут, Росія

## Галерея

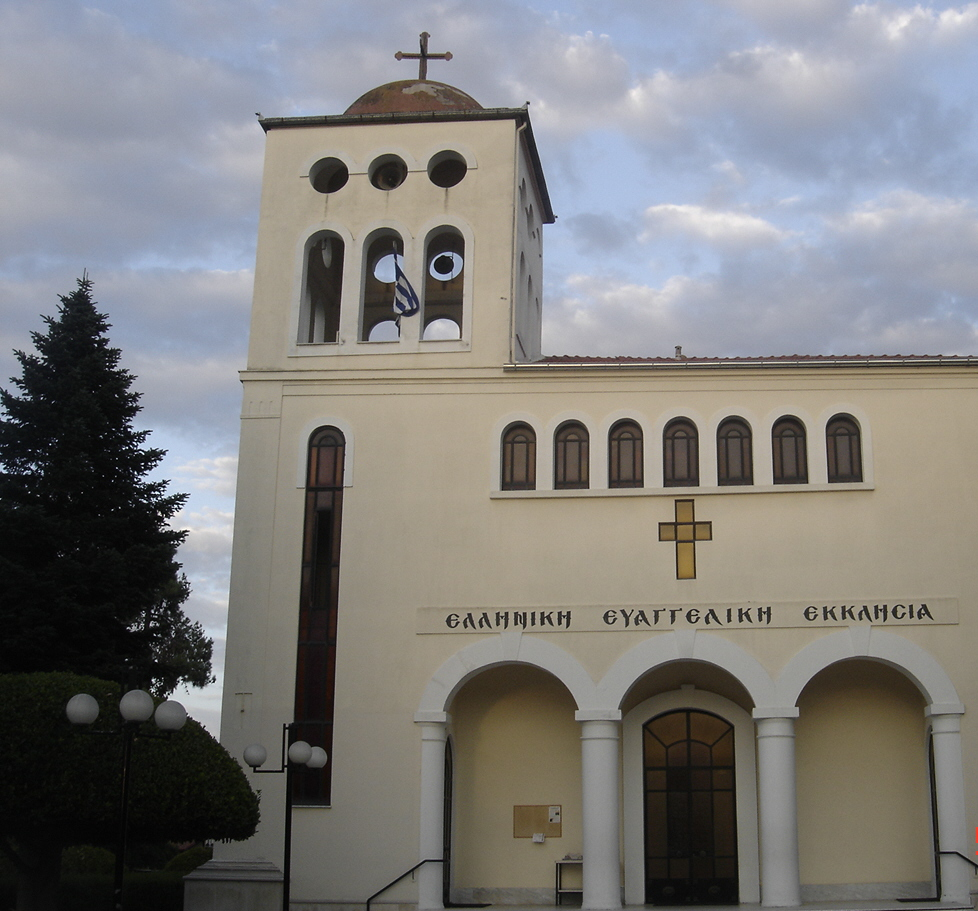
Η Ευαγγελική Εκκλησία.
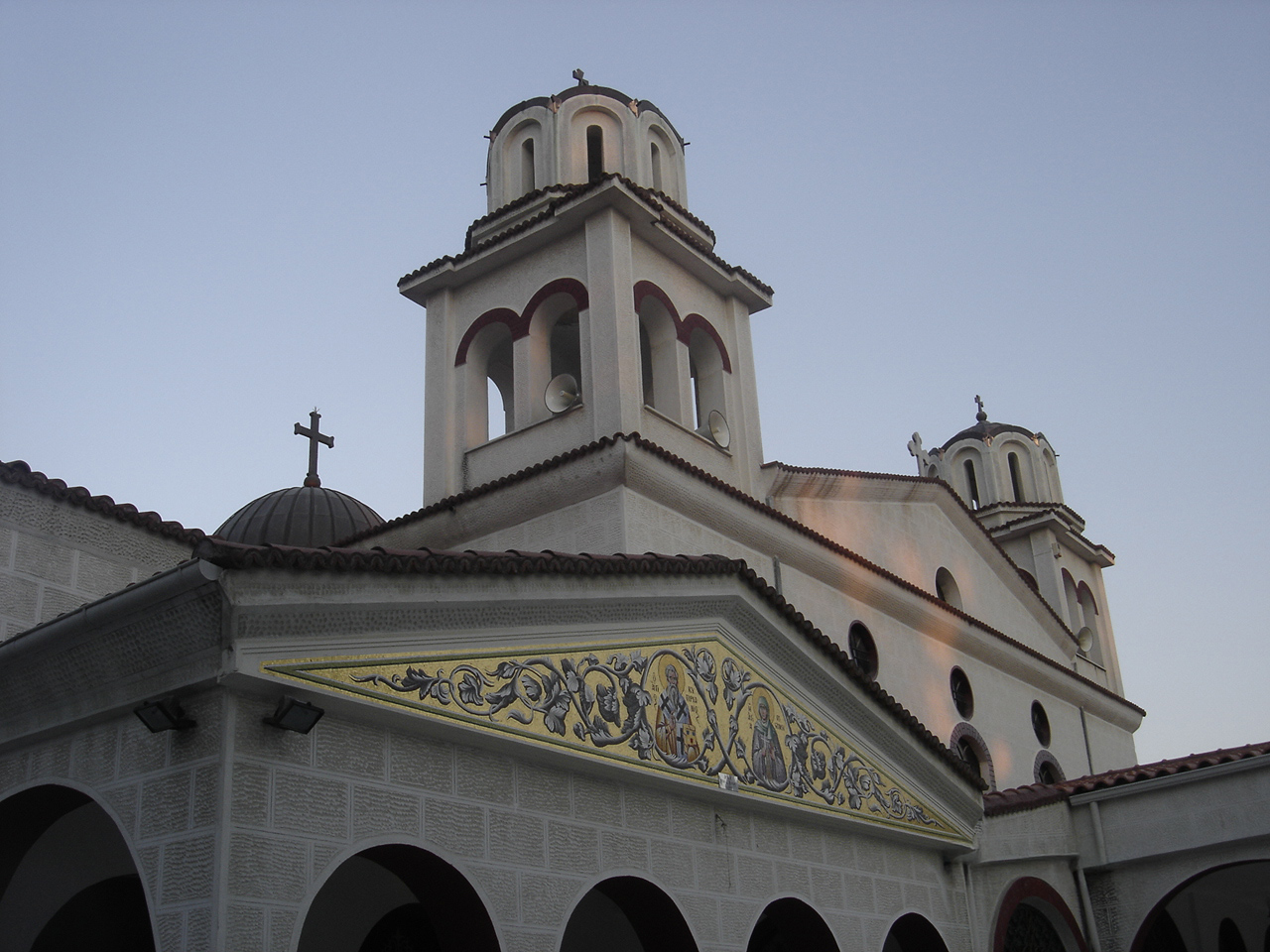
Η Μητρόπολη.
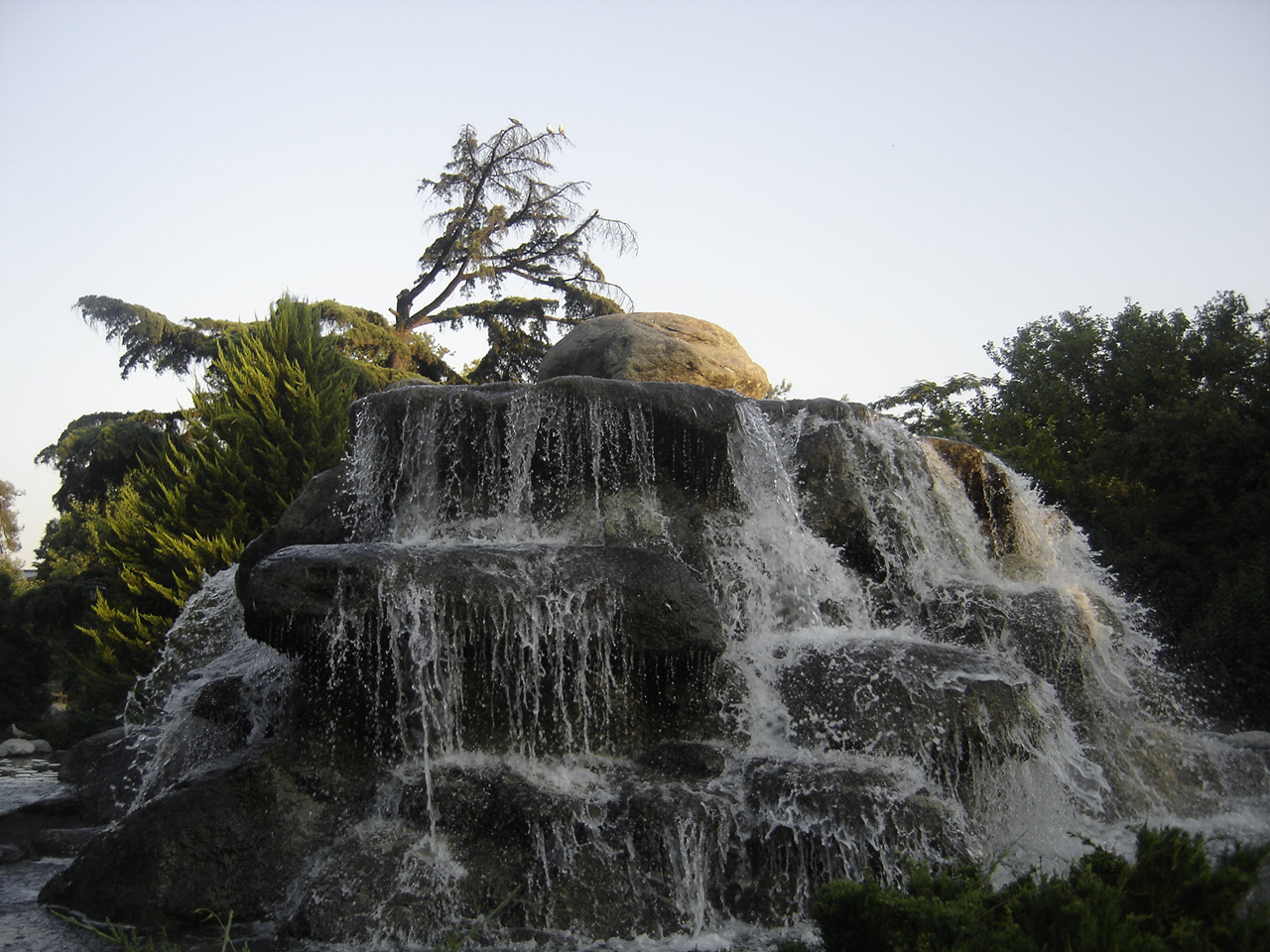
Εικόνα από το πάρκο.